# Кнутарьова Ольга Павлівна
Ольга Павлівна Кнутарьова (6 вересня 1926 — 27 червня 2010) — передовик радянського сільського господарства, доярка радгоспу «Росія» Сосновського району Челябінської області, Герой Соціалістичної Праці (1971).

## Біографія
Народилася в 1926 році в селі Бухаріно, нині Сосновського району Челябінської області в російській селянській родині.
Отримала неповну середню освіту. У 1941 році розпочала свою трудову діяльність у колгоспі «Плуг і молот», стала працювати на тваринницькій фермі зливачом. Потім оволоділа спеціальністю доярки. Спочатку в її групі було десять корів, але вже незабаром кількість зросла до 30.
У 1962 році колгосп приєднаний до радгоспу «Росія». Ольга Павлівна переїхала в центральну садибу селище Мирний і там стала працювати оператором машинного доїння. За нею було закріплено молоде стадо чорно-рябої породи корів. Протягом ряду років досягала рекордних надоїв молока. В період лактації надої доходили в середньому по 8000-9000 кг з однієї корови в середньому за рік. Першою в області вона змогла отримати в середньому від однієї корови понад 6000 кг молока за рік.
Указом Президії Верховної Ради СРСР від 22 березня 1966 року за отримання високих показників у сільському господарстві і рекордні надої молока Ользі Павлівні Кнутарьовій присвоєно звання Героя Соціалістичної Праці з врученням ордена Леніна і медалі «Серп і Молот».
У 1970 році переїхала в селище Саккулово, де стала працювати в радгоспі «Муслюмовский». Працювала дояркою, лаборантом, бригадиром ферми. Вийшла на заслужений відпочинок в 1976 році.
Померла 27 червня 2010 року. Похована на селищному кладовищі в Саккулово.

## Нагороди
- золота зірка «Серп і Молот» (22.03.1966)
- орден Леніна (22.03.1966)
- Медаль «За доблесну працю у Великій Вітчизняній війні 1941—1945 рр.»
- інші медалі.